# Тлущ (Маковський повіт)
Тлущ (пол. Tłuszcz) — село в Польщі, у гміні Червонка Маковського повіту Мазовецького воєводства.
Населення — 98 осіб (2011).
У 1975-1998 роках село належало до Остроленцького воєводства.

## Демографія
Демографічна структура станом на 31 березня 2011 року:
|          | Загалом | Допрацездатний вік | Працездатний вік | Постпрацездатний вік |
| -------- | ------- | ------------------ | ---------------- | -------------------- |
| Чоловіки | 53      | 11                 | 32               | 10                   |
| Жінки    | 45      | 8                  | 25               | 12                   |
| Разом    | 98      | 19                 | 57               | 22                   |